# Disfonía por tensión muscular
La Disfonía por Tensión Muscular (DTM) es una enfermedad de la laringe, cuya característica principal es el uso inapropiado de la voz. Esta patología presenta un aumento de la tensión muscular en la laringe y más específicamente una relajación insuficiente del músculo cricoaritenoideo posterior; este músculo tiene como función la abducción de las cuerdas vocales durante el proceso de fonación.
Los músculos de la laringe intentan compensar la anormalidad de la mucosa al contraerse anormalmente, esto puede conducir a un círculo vicioso de microtraumatismo de las cuerdas vocales y la disfonía resultante, que a su vez conduce al reclutamiento de mecanismos vocales adicionales contraproducentes caracterizados por tensión, exceso de tensión muscular y compresión glótica. El resultado final es un estrechamiento de los aritenoides, pliegues vocales falsos, pliegues vocales verdaderos o toda la laringe. También existe un desequilibrio de fuerzas musculares sinérgicas y antagónicas, cuya permanencia de manera crónica produce alteraciones orgánicas a nivel de la cuerda vocal agravando el cuadro clínico de la enfermedad.

## Epidemiología
Esta alteración es más frecuente en personas de mediana edad que usan su voz de forma permanente y están expuestos a situaciones de estrés. Personas que trabajan en actividades que exige un alto uso de la voz como: docentes, cantantes, instructores de aeróbicos y personal de telemarketing, aunque existe escasa información acerca de la prevalencia de estos últimos.

## Etiopatogenia
El principal mecanismo de esta enfermedad es la hiperfunción laríngea. La DTM se caracteriza por un aumento generalizado de la tensión en áreas laríngeas y paralaríngeas, que desencadena un patrón vibratorio hiperfuncionante de las cuerdas vocales y bandas ventriculares. Cuando estos músculos pierden coordinación y se contraen inapropiadamente, se produce disfonía, dolor en la musculatura cervical, fatiga vocal, etc. La fonación prolongada en presencia de una excesiva contracción glótica y/o supraglótica, somete a la mucosa de la cuerda vocal a un traumatismo que conlleva a lesiones orgánicas como generación de nódulos, degeneración polipoidea y laringitis crónica.
Los factores etiológicos de la DTM incluyen además del mal uso de las cuerdas vocales, una técnica vocal defectuosa, adaptaciones aprendidas, compensación mal adaptada y factores psicológicos y de personalidad que incrementan la tensión laríngea.
La hiperfusión laríngea podría ser un mecanismo compensatorio de defectos de cierre glótico de cualquier causa.

## Examen físico
En primer lugar, La evaluación de la voz debe incluir tanto el habla espontánea como las muestras de lectura fonémica equilibrada. Las características de sonorización pueden diferir enormemente entre las actividades y ayudan a diferenciar MTD de otros trastornos de la voz como la disfonía espasmódica (SD) o la enfermedad de Parkinson. Perceptualmente, la voz típica del paciente con MTD tiene un aspecto áspero. Calidad tensada con un flujo de aire reducido o una calidad filtrada entrecortada.
El segundo aspecto del examen que debería recibir mayor atención es la manifestación de tensión elevada en la base de la lengua y el cuello anterior. Se puede evaluar la dificultad en la relajación de la base de la lengua al evaluar la cavidad oral con un depresor lingual y de manera más confiable en la inserción de un endoscopio rígido de 70 grados durante la estroboscopía.
La lengua afuera y los trinos de labios (frambuesas) son maniobras útiles que pueden ayudar a elucidar la presencia de tensión en la base de la lengua. El cuello debe evaluarse en cuanto a movimientos exagerado  de los grupos musculares submentonianos durante la fonación, lo que sugiere la activación de la base de la lengua.

## Tratamiento
El tratamiento logopédico en la rehabilitación de los trastornos de la voz se recomienda en un amplio espectro de casos de la patología vocal. Las denominadas disfonías son afecciones que requieren un abordaje interdisciplinario. Tradicionalmente se han utilizado  metodologías básicas en la intervención logopédica de los trastornos de la voz: programas de tratamiento directo (terapia vocal) e indirecto (higiene vocal). Numerosos estudios apoyan la utilización de las técnicas de terapia vocal en el tratamiento logopédico de los trastornos de la voz Aunque el tratamiento no es muy eficaz como el del uso de la botulínica, cabe recalcar que este tratamiento es menos costoso y por ende, más accesible para los pacientes.
La farmacoterapia sistémica ofrece poco alivio de la sintomatología y el manejo quirúrgico con sección del nervio laríngeo recurrente ofrece resultados favorables  pero temporales, con mejoría a los tres años de sólo el 36% y únicamente 3% con adecuada calidad de la voz. La toxina botulínica es una neurotoxina que bloquea la liberación de acetilcolina de la terminación neural de las uniones neuromusculares, lo que condiciona una parálisis flácida. Este tratamiento ha abierto nuevas esperanzas a este grupo de pacientes y actualmente se usa como primera elección para la distonía laríngea.
La toxina botulínica se inyecta en los músculos afectados por la distonía y los debilita. De este modo, dejan de contraerse en exceso y mejoran. El efecto de la toxina comienza en las primeras 48 horas tras la infiltración y tiene una duración media de cuatro meses. La mejoría funcional oscila entre el 80 y 90%.